# Кастелар Понцано (Алесандрија)
Кастелар Понцано је насеље у Италији у округу Алесандрија, региону Пијемонт.
Према процени из 2011. у насељу је живело 228 становника. Насеље се налази на надморској висини од 154 м.